# Gudmund Storlien
Gudmund Storlien (* 4. Juli 1990 in Hamar) ist ein ehemaliger norwegischer Nordischer Kombinierer.
Storlien debütierte auf internationaler Ebene im März 2007, als er erstmals an einem B-Weltcup teilnahm und sich auf Anhieb im Mittelfeld als 23. platzierte. Ein Jahr später nahm er erstmals an den Nordischen Junioren-Skiweltmeisterschaften im polnischen Zakopane teil, wo er im Zehn-Kilometer-Rennen den vierten Rang belegte und somit bester Norweger wurde. Im Dezember 2008 kam er zu seinem ersten Weltcupeinsatz, verpasste in Trondheim als 52. und damit Vorletzter die Punkteränge jedoch deutlich. Erfolgreicher verliefen hingegen die nächsten beiden Teilnahmen Storliens an den Juniorenweltmeisterschaften. Sowohl 2009 als auch 2010 gewann der Norweger zwei Medaillen, jeweils eine im Team und eine im Einzel. Im Februar 2009 errang er gemeinsam mit Thorbjörn Brandt, Ole Christian Wendel sowie Truls Sønstehagen Johansen die Goldmedaille im Staffelwettkampf. Ein Jahr später verpasste die norwegische Mannschaft die Titelverteidigung um lediglich 13 Sekunden und gewann damit die Silbermedaille.
Seine ersten Weltcup-Punkte erreichte Storlien im November 2010 beim Saisonauftakt der Kombinierer in Kuusamo: Nachdem er zwischenzeitlich nach dem Springen auf dem neunten Rang gelegen hatte, fiel er im Laufen auf den 22. Rang zurück. Eine Woche später gelang dem Norweger beim Heim-Weltcup in Lillehammer mit dem 29. Rang ein weiteres Mal ein Top-30-Resultat und damit der Gewinn von Weltcuppunkten.
Gudmunds zwei Jahre älterer Bruder Ole Martin Storlien war auch als Nordischer Kombinierer aktiv.